# رازمیک مارتیروسیان
رازمیک مارتیروسی مارتیروسیان (ارمنی: Ռազմիկ Մարտիրոսի Մարտիրոսյան؛ انگلیسی: Razmik Martirosyan؛ زادهٔ ۲۴ مهٔ ۱۹۵۹) سیاست‌مدار اهل ارمنستان است که از ۱۹۹۹ تاریخ تا تاریخ اکتبر ۲۰۰۳ در دولت وازگن سارگسیان، دولت آرام سارگسیان و دولت آندرانیک مارگاریان سمت وزیر کار و تأمین اجتماعی ارمنستان را برعهده داشت. مارتیروسیان همچنین نماینده دوره‌های اول تا سوم مجلس ملی جمهوری ارمنستان بوده است

## زندگی‌نامه
در ۲۴ مهٔ ۱۹۵۹ در روستای ووسکتاپ به دنیا آمد و از دانشگاه دولتی ایروان فارغ‌التحصیل شد. 